# The Beast Must Die
The  Beast  Must Die (Brasil: A Fera Deve Morrer )é um filme britânico de 1974, dos gêneros suspense e horror, dirigido por Paul Annett, roteirizado por Michael Winder, baseado no conto There Shall Be No Darkness  de James Blish, música de Douglas Gamley. Foi produzido pela Amicus Productions.

## Sinopse
O milionário Tom Newcliffe (Lockhart) convida um grupo de pessoas para passar algum tempo em sua mansão, junto com sua esposa Caroline (Clark), na qual revela que um deles é um lobisomem e, portanto, deve ser morto. O grupo é composto por:
- Arthur Bennington (Gray) - um diplomata.
- Jan e Davina Gilmore (Gambon e Madden) - pianista e seu ex-aluno, agora amante.
- Paul Foote (Chadbon) - um artista recentemente libertado da prisão.
- Prof Lundgren (Peter Cushing), um arqueólogo e um entusiasta da licantropia.

Todos são obrigados a ficar na mansão onde são submetidos a vários testes para forçá-los a se transformar em um lobisomem. Toda a casa fica sob vigilância por Tom e Pavel (Diffring), que não acredita em lobisomens.
A única maneira de determinar a identidade da fera é submeter um a um para a lua cheia, enquanto uma substância que induziria o aparecimento do bicho é misturado ao ar. Tom faz agarrar objetos de prata para provocar reações alérgicas, mas esta não ter êxito. Uma noite, Pavel é morto por um lobisomem, o que faz com que Tom fique cada vez mais obsessivo em encontrar o lobisomem. Ele se concentra suas suspeitas em Paul Foote, que foi supostamente preso porque comeu carne humana. Foote nega. Durante uma noite, o lobisomem mata o piloto do helicóptero, o cachorro de Caroline e Arthur Bennington em sua cama.
Tom apresenta o grupo restante para um teste final. Todos teriam que inserir uma bala de prata na boca. Caroline coloca a prata em sua boca e começa a se transformar em lobisomem. Ela ataca Tom e ele a mata, sentindo-se muito perturbado porque Caroline estava ao seu lado quando o lobisomem matou seu cachorro. O Prof. Lundgren deduz que ela contraiu a doença ao cuidar das feridas de seu cão. Tom fica com raiva e imediatamente pensa que Foote é o lobisomem, mas ela também é encontrada morta. Para vingar sua esposa, ele entra nos bosques que rodeiam a mansão para caçar o lobisomem. Ele encontra o animal e matá-o. O lobisomem revela-se Jan, o pianista.
Tom retorna ao Prof. Lundgren e Davina, e percebe que foi mordido, tornando-se, portanto, a próxima vítima. Não querendo ser outra criatura, Tom se tranca na mansão e atira na própria cabeça com uma bala de prata.
O espectador é convidado a revelar o mistério com os personagens. Próximo ao fim, há um segundo intervalo de 30 segundos, chamado The Break Lobisomem, no qual o público é convidado a adivinhar quem é o lobisomem.

## Elenco
- Calvin Lockhart – Tom Newcliffe
- Peter Cushing – Dr. Christopher Lundgren
- Marlene Clark – Caroline Newcliffe
- Charles Gray – Arthur Bennington
- Anton Diffring – Pavel
- Ciaran Madden – Davina Gilmore
- Tom Chadbon – Paul Foote
- Michael Gambon – Jan Jarmokowski
- Sam Mansary - mordomo (como Sam Mansaray)
- Andrew Lodge - piloto
- Carl Bohen - primeiro caçador (como Carl Bohun)
- Eric Carte - segundo caçador